# Mandala (album)
Mandala – drugi album kwintetu Algorhythm, trójmiejskiego zespołu jazzowego grającego jazz nowoczesny, wydany przez Alpaka Records (nr kat. AR001). Premiera płyty odbyła się 18 marca 2017 w gdańskim Klubie Żak w ramach festiwalu Jazz Jantar. Album uzyskał nominację do nagrody Fryderyka 2018.

## Lista utworów
1. Mandala Intro [1:52]
2. Taco Taco [7:05]
3. Friendship [6:09]
4. VJ [5:07]
5. Kenef [1:35]
6. Mandala [3:09]
7. Ribbons [5:18]
8. Alpaca Dream [8:30]
9. Ambrosia [3:14]
10. Oizde [1:32]
11. Jasmine Vines [6:13]

## Wykonawcy
- Emil Miszk - trąbka, szkło
- Sławek Koryzno - perkusja, tank drum, szkło
- Szymon Burnos - fortepian, dzwonki, szkło
- Piotr Chęcki - saksofon tenorowy
- Krzysztof Słomkowski - kontrabas